# Dżasim
Dżasim (arab. جاسم) – miasto w Syrii, w muhafazie Dara. W 2004 roku liczyło 31 683 mieszkańców.